# تاترا ۱۷
تاترا ۱۷ (Tatra ۱۷) خودرویی است که در سال‌های ۱۹۲۵ تا ۱۹۲۹در جمهوری چک و چکسلواکی تولید شده‌است.
طراحی آن خودروهای موتور جلو-محور عقب بوده است. سیستم جعبه‌دندهٔ آن ۴ دنده است.

## نگارخانه

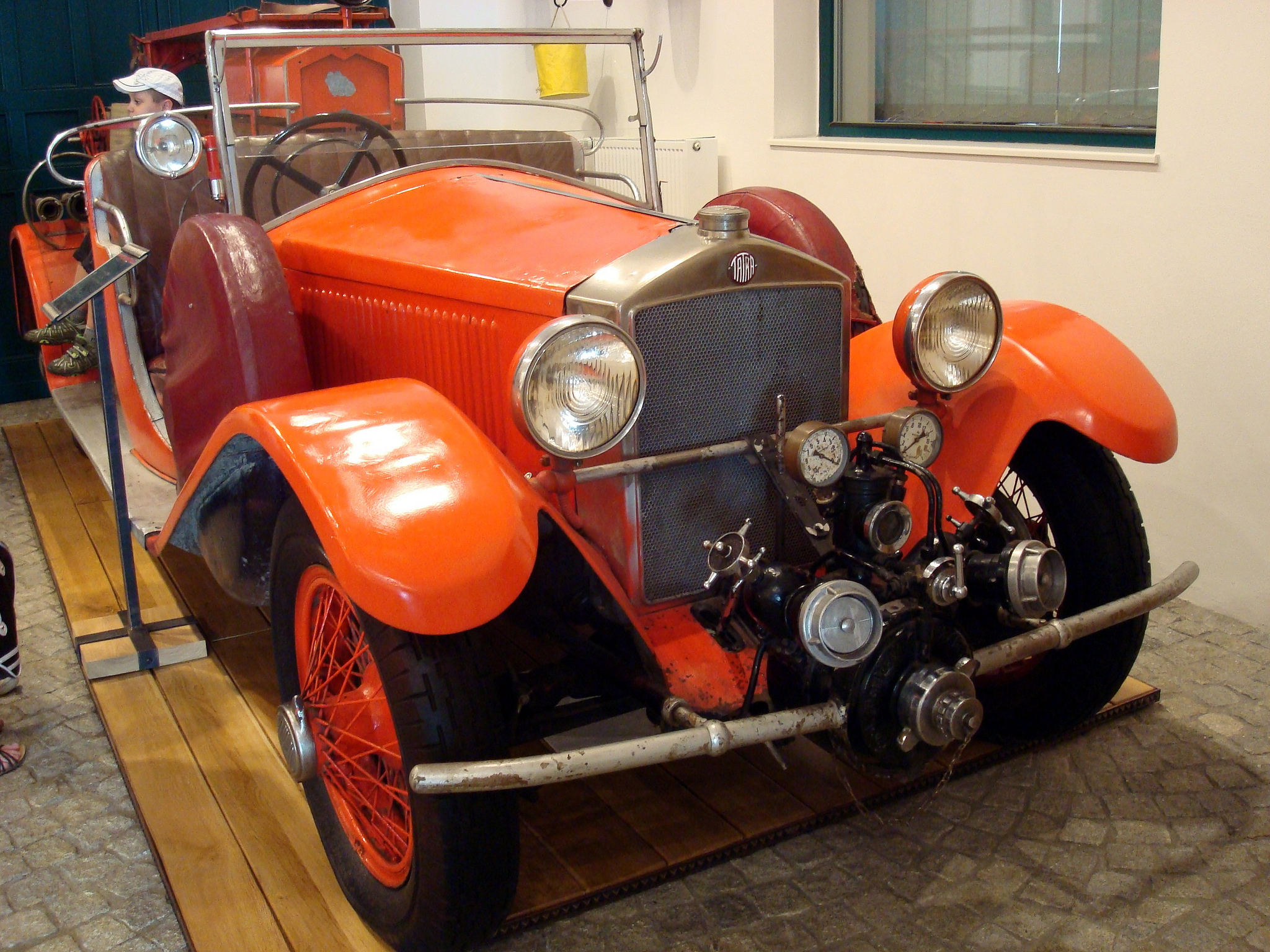
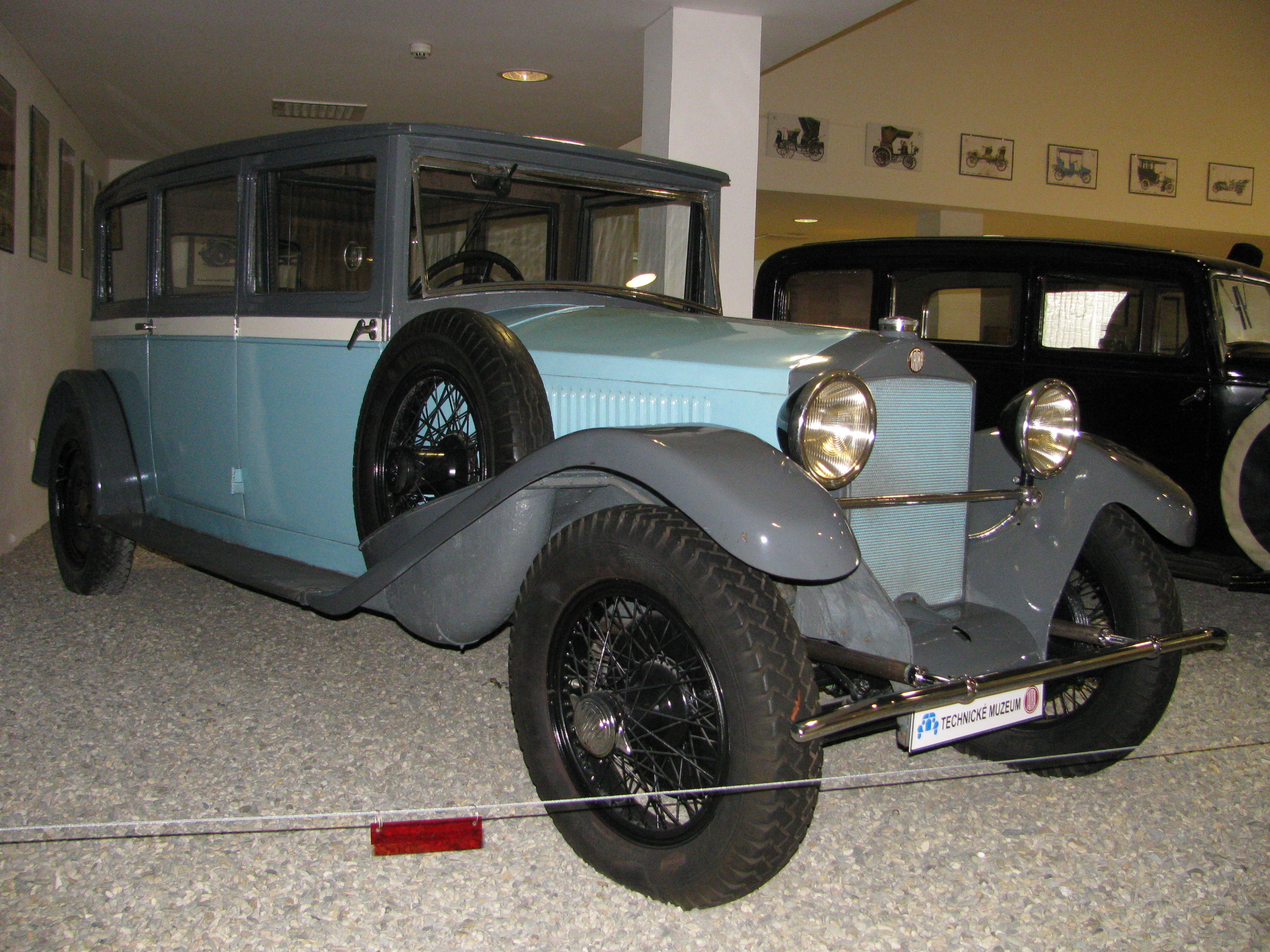
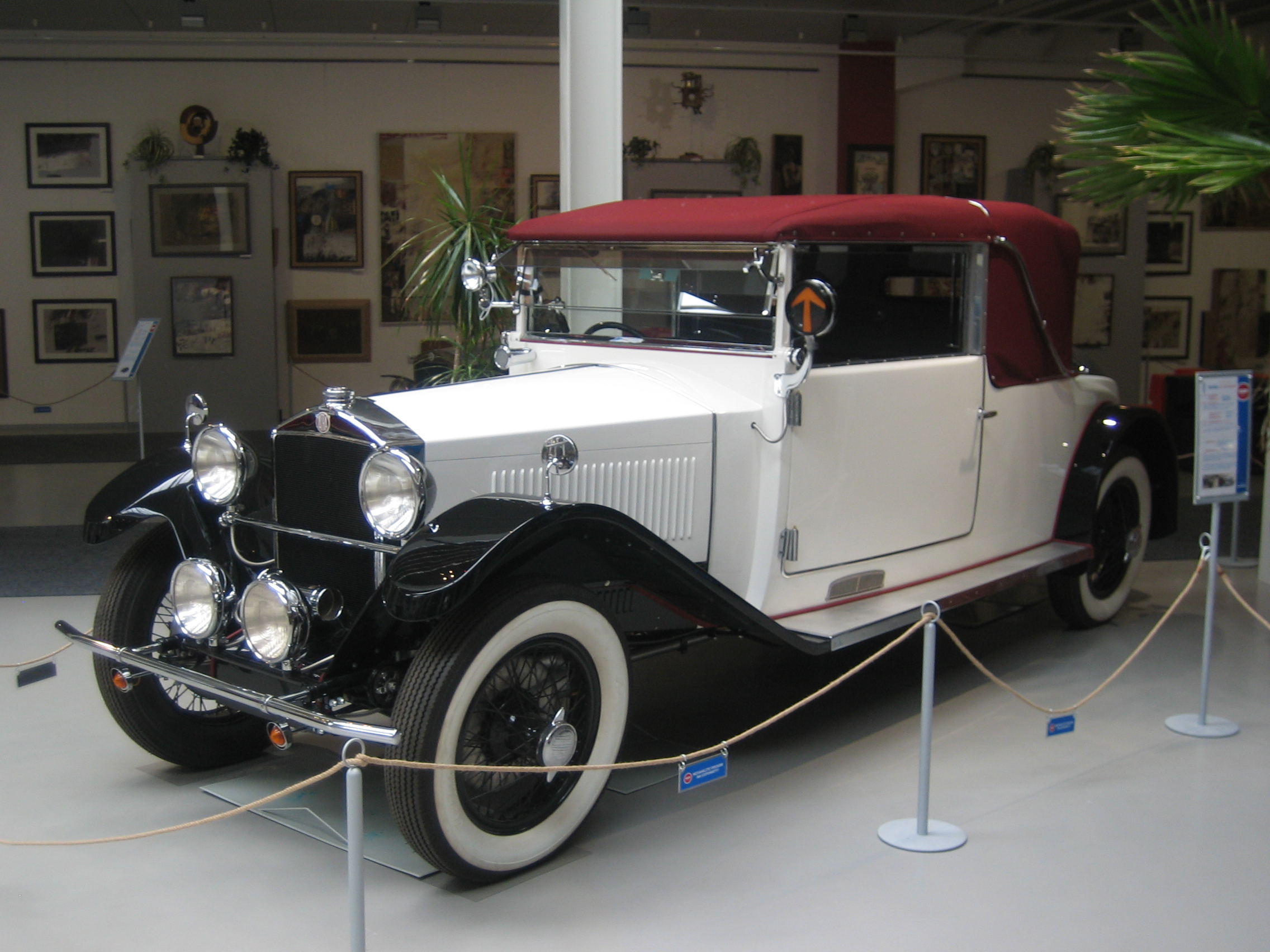
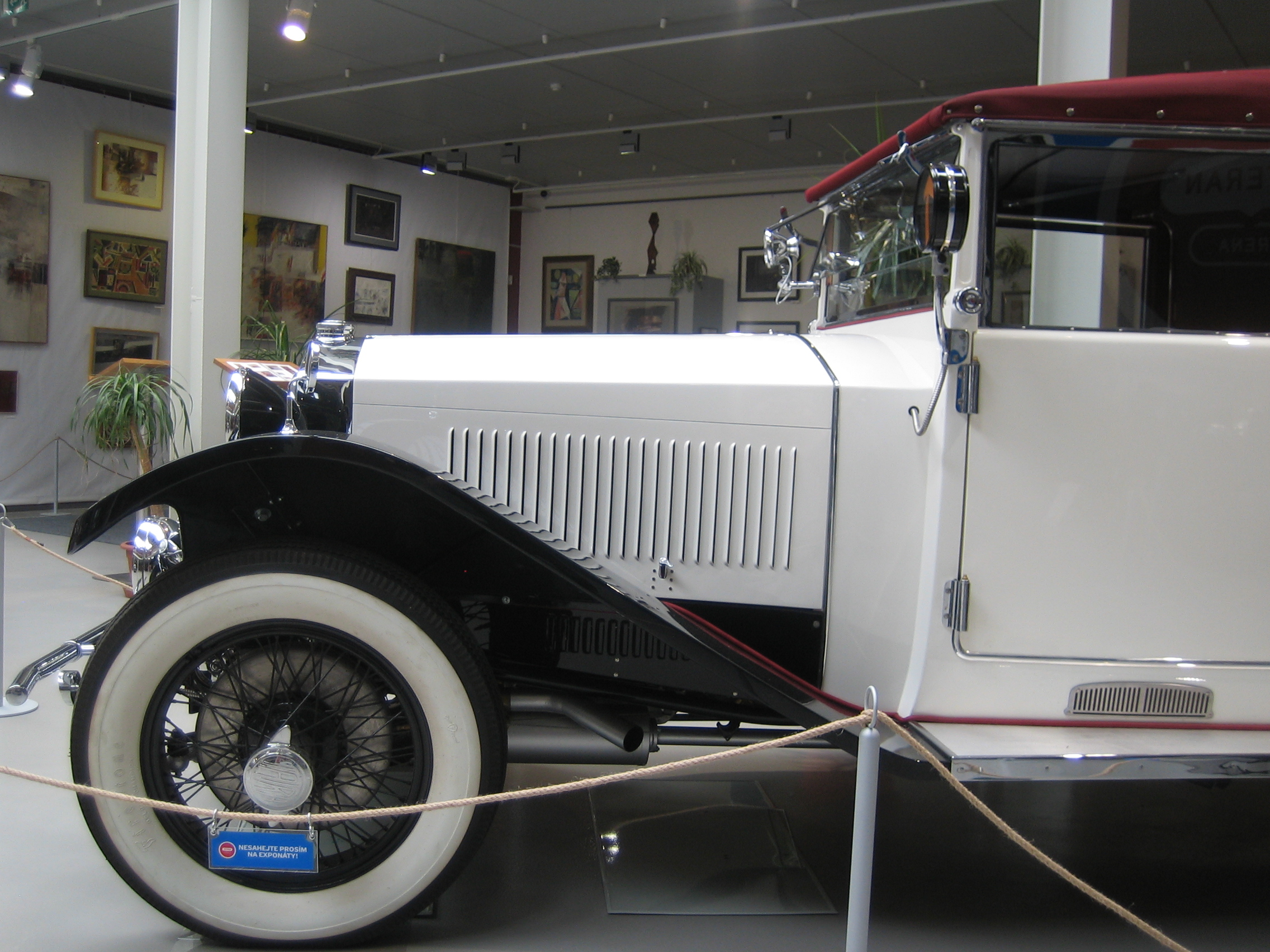